# Вулиця Отамана Головатого (Одеса)
Вулиця Отамана Головатого — одна із вулиць Одеси, знаходиться в районі Пересипу. Названа на честь кошового отамана, полковник Самарської паланки — Антона Головатого. Первинна назва вулиці — Божакінська (із варіантами — Божакіна, або Бажакіна), названа від імені купця, який володів низкою будинків на цій вулиці. За радянських часів носила назву Богатова, в честь одеського революційного діяча Олександра Богатова.
Вулиця бере початок від Пересипського мосту, на перехресті із вулицею Одарія, і закінчується Ярмарковою площею. Оскільки пересип постійно заливався морською водою, то селилися тут люди виключно ризиковні. Перше поселення тут виникло ще після першої ліквідації Січі (у 1709 році). Друге заселення козаками Пересипу відбулося після здобуття чорноморськими козаками у вересні 1789 року фортеці Хаджибей. Серед мешканців вулиці були і достатньо відомі: так за адресою Божакінська, 237 (за старою нумерацією) знаходилися склади і магазини генерал-майора, князя Івана Жевахова (Джавахішвілі).
Починаючи з 1831 року градоначальник Одеси О. І. Льовшин почав укріплювати пересипські піски насадженням дерев. Тоді було висаджено працею арештантів 40 тисяч дерев протягом двох років. Вулиця Бажакінська перетворилася на квітучий сад. Невдовзі ця вулиця стала одним із найбільш відомих місць Одеси — наприкінці вулиці (тепер Ярмаркова площа), у 1835 році відкрито Хрестовоздвиженський ярмарок, а у 1859 році тут зведена Хрестовоздвиженська церква. Під час святкувань 100-ї річниці із заснування Одеси, цей район став центром урочистостей.

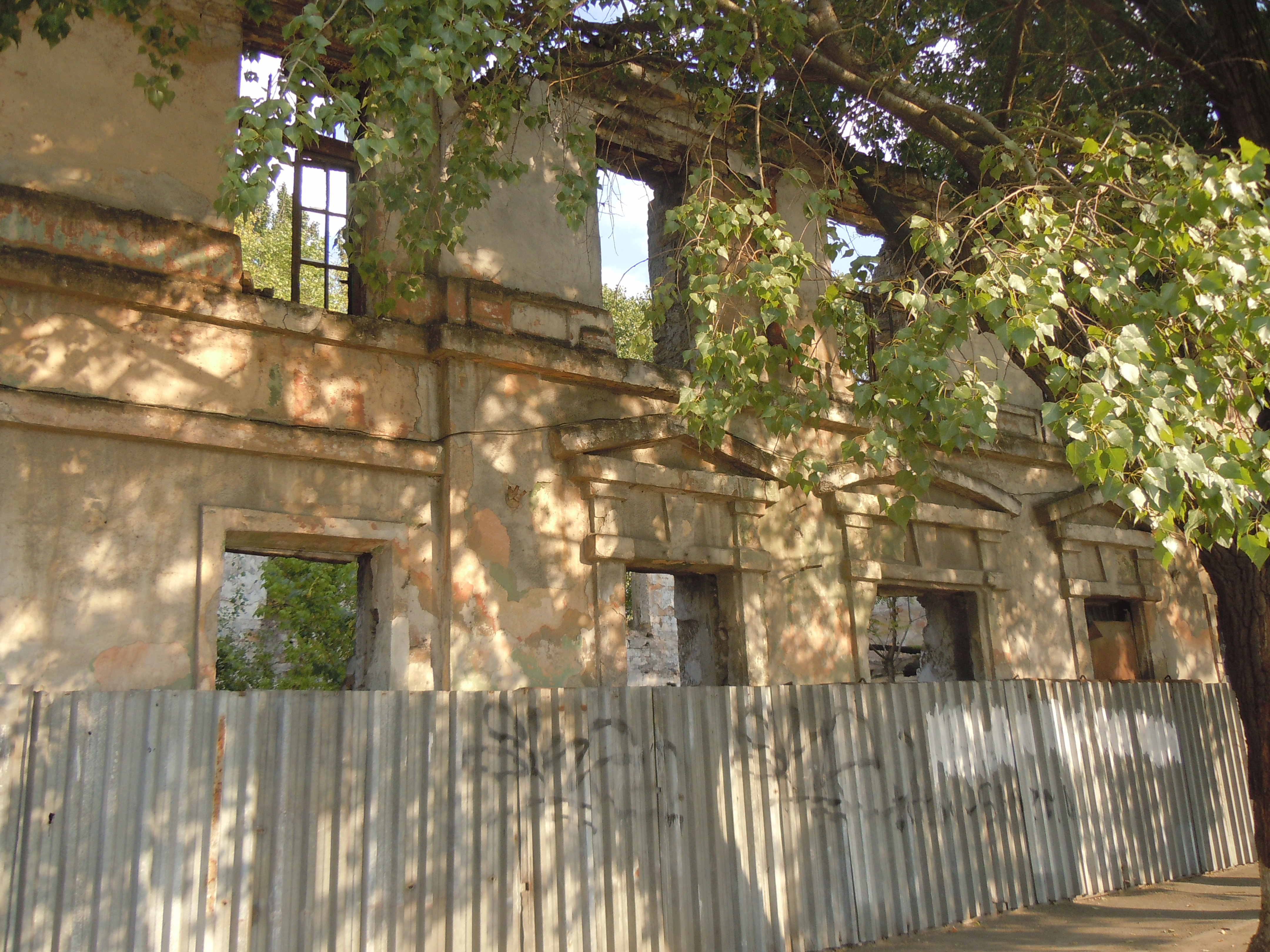
Напівзруйнована історична будівля школи №66

Із приходом до влади комуністів назву вулиці було змінено. До 5-річча революції (у 1922 році) вулицю назвали в честь колишнього судоремонтника, комісара міського банку О. І. Богатова. Тут на вулиці Божакінській, мешкало одразу кілька одеський революціонерів: Макар Чіжиков — у будинку № 51, Петро Старостін — у будинку № 18, а в будинку № 20 (на розі із Церковною), знаходився «Фомкін трактир», який місцеві революціонери (М. Чижикова, П. Старостіна, Дід Трохим, О. І. Богатов) використовували для конспіративних зустрічей. Богатов був арештований денікінцями за фінансові махінації, які він проводив разом із Мішкою Япончиком. У грудні 1919 року він вмер він застуди у одеській в'язниці.